# ウィキクォート
ウィキクォートは、フリーでオープンコンテントな引用集を共同制作しオンラインで提供する多言語プロジェクトである。ウィキメディア財団が運営するウィキの技術を使うプロジェクトのひとつで、ウィキペディアの姉妹プロジェクトに当たる。2003年に開始された。
著名な発言や本やことわざからの引用の巨大な文献を共同制作で作り上げ、それらについての詳細を与えることを目標とする。コンテンツはGNU FDLのライセンスを用い、自由な配布が保障されている。誰でも編集に参加することが可能であり、またすべてのコンテンツは無償で読むことが出来る。
当初は英語のみだったが、他の言語でも引用集が作られるようになり、2004年7月22日に、他の言語でもプロジェクトが開始された。2005年6月現在では、70ほどの言語が登録され、うち30言語以上で活発な活動が認められる。最も規模が大きいものは英語版であるが、全体に占めるその比率はプロジェクトの進展とりわけ他言語のプロジェクトの進展とともに、減りつつある。2007年現在では、英語版の規模はプロジェクト全体のほぼ6分の1弱に相当する。
2005年3月末に全言語総計で1万項目、2006年11月には5万項目に達した。2007年5月現在では、総計で6万項目を超え、うち英語版が1万項目以上、他の12つのプロジェクトが1千項目以上を有する。

## 歴史

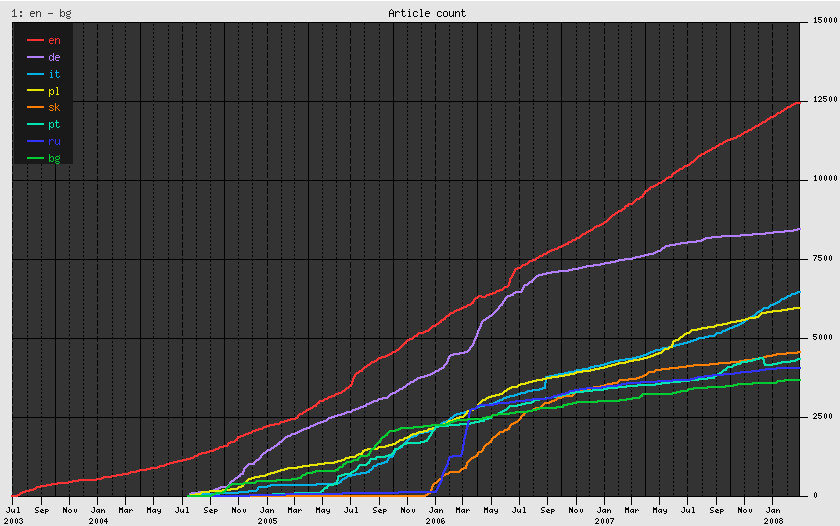
規模の大きな8言語版の記事数の増加

- 2003年6月27日 - ウィキペディアのウォロフ語上に仮に設置された。最初は英語のみ。:wo.wikipedia.com
- 2003年7月10日 - サブドメインに移設: quote.wikipedia.org
- 2003年8月25日 - 独自ドメインに移行: wikiquote.org
- 2004年7月22日 - 言語別にサブドメインが与えられた。日本語版は https://ja.wikiquote.org/ 。 他のサブドメインは bg, de, en, es, fr, it, nl, sv, pl, ro, ta, zh。
- 2004年9月 - 15言語に達する。
- 2004年11月 - 24言語に達する。
- 2004年12月 - 26言語に達する。
- 2005年3月末 - プロジェクト全体で、1万項目に達した。
- 2005年6月末 - プロジェクト全体で、Alexa.comのアクセスランキング（当日）で5千位以内に入った。
- 2006年4月 - フランス語版ウィキクォートが著作権侵害問題により休止。当時3千ページ以上あったコンテンツはすべて削除された。
- 2006年11月 - 全言語総計で5万項目に達する。
- 2006年12月 - フランス語版ウィキクォートが再開された。
- 2007年5月 - 英語版ウィキクォートが単独で1万項目に達した。